# Liste des députés de la Drôme
 (mai 2025).
Le département de la Drôme est divisé de 1958 à 1986 en trois circonscriptions législatives, le nombre de sièges ayant été porté à quatre lors du découpage électoral de 1986, celui de 2010, en vigueur à compter des élections législatives de 2012, n'ayant pas affecté le département.

## VeRépublique

### Irelégislature(1958-1962)
| Circonscription     | Identité                                             | Parti | À partir du | Jusqu'au   | Note       |
| ------------------- | ---------------------------------------------------- | ----- | ----------- | ---------- | ---------- |
| 1re circonscription | Maurice-René Simonnet (suppléant : Charles Sauvajon) | MRP   | 09/12/1958  | 09/10/1962 |            |
| 2e circonscription  | Maurice Pic (suppléant : Pierre Jullien)             | SFIO  | 09/12/1958  | 09/10/1962 |            |
| 3e circonscription  | Henri Durand (suppléant : Maurice Rey)               | CNI   | 09/12/1958  | 05/01/1959 | Annulation |
| 3e circonscription  | Henri Durand                                         | CNI   | 01/03/1959  | 09/10/1962 | ELP        |

### IIelégislature(1962-1967)
| Circonscription     | Identité                                             | Parti       | À partir du | Jusqu'au   | Note |
| ------------------- | ---------------------------------------------------- | ----------- | ----------- | ---------- | ---- |
| 1re circonscription | Roger Ribadeau-Dumas (suppléant : Charles Regimbeau) | UNR-UDT     | 06/12/1962  | 02/04/1967 |      |
| 2e circonscription  | Maurice Pic (suppléant : Pierre Jullien)             | SFIO        | 06/12/1962  | 02/04/1967 |      |
| 3e circonscription  | Pierre Didier (suppléant : Roger Mazet)              | DVD app.UNR | 06/12/1962  | 02/04/1967 |      |

### IIIelégislature(1967-1968)
| Circonscription     | Identité                                             | Parti | À partir du | Jusqu'au   | Note |
| ------------------- | ---------------------------------------------------- | ----- | ----------- | ---------- | ---- |
| 1re circonscription | Roger Ribadeau-Dumas (suppléant : Raymond Bonnardel) | UD-Ve | 03/04/1967  | 30/05/1968 |      |
| 2e circonscription  | Maurice Pic (suppléant : Pierre Jullien)             | SFIO  | 03/04/1967  | 30/05/1968 |      |
| 3e circonscription  | Georges Fillioud (suppléant : Auguste Delaye)        | CIR   | 03/04/1967  | 30/05/1968 |      |

### IVelégislature(1968-1973)
| Circonscription     | Identité                                          | Parti | À partir du | Jusqu'au   | Note |
| ------------------- | ------------------------------------------------- | ----- | ----------- | ---------- | ---- |
| 1re circonscription | Roger Ribadeau-Dumas                              | UDR   | 11/07/1968  | 01/04/1973 |      |
| 2e circonscription  | Maurice Pic (suppléant : Pierre Jullien)          | SFIO  | 11/07/1968  | 08/10/1971 | Dem  |
| 2e circonscription  | Henri Michel                                      | FGDS  | 05/12/1971  | 01/04/1973 | ELP  |
| 3e circonscription  | Gérard Sibeud (suppléant : Maurice Jean-Huillier) | UDR   | 11/07/1968  | 01/04/1973 |      |

### Velégislature(1973-1978)
| Circonscription     | Identité                                            | Parti | À partir du | Jusqu'au   | Note |
| ------------------- | --------------------------------------------------- | ----- | ----------- | ---------- | ---- |
| 1re circonscription | Roger Ribadeau-Dumas (suppléant : Pierre Tarriotte) | UDR   | 02/04/1973  | 02/04/1978 |      |
| 2e circonscription  | Henri Michel (suppléant : Henri Sauvinet)           | PS    | 02/04/1973  | 02/04/1978 |      |
| 3e circonscription  | Georges Fillioud (suppléant : André Brunet)         | PS    | 02/04/1973  | 02/04/1978 |      |

### VIelégislature(1978-1981)
| Circonscription     | Identité                                    | Parti | À partir du | Jusqu'au   | Note |
| ------------------- | ------------------------------------------- | ----- | ----------- | ---------- | ---- |
| 1re circonscription | Rodolphe Pesce (suppléant : Marcel Bonniot) | PS    | 03/04/1978  | 22/05/1981 |      |
| 2e circonscription  | Henri Michel (suppléant : Henri Sauvinet)   | PS    | 03/04/1978  | 22/05/1981 |      |
| 3e circonscription  | Georges Fillioud (suppléant : André Brunet) | PS    | 03/04/1978  | 22/05/1981 |      |

### VIIelégislature(1981-1986)
| Circonscription     | Identité                                    | Parti | À partir du | Jusqu'au   | Note |
| ------------------- | ------------------------------------------- | ----- | ----------- | ---------- | ---- |
| 1re circonscription | Rodolphe Pesce (suppléant : Marcel Bonniot) | PS    | 02/07/1981  | 01/04/1986 |      |
| 2e circonscription  | Henri Michel (suppléant : Henri Sauvinet)   | PS    | 02/07/1981  | 01/04/1986 |      |
| 3e circonscription  | Georges Fillioud                            | PS    | 02/07/1981  | 24/07/1981 | Gvt  |
| 3e circonscription  | André Brunet (suppléant)                    | PS    | 25/07/1981  | 01/04/1986 |      |

### VIIIelégislature(1986-1988)
Les élections législatives de 1986 étant organisées par scrutin de liste à la proportionnelle, le cadre des circonscriptions est supprimé.
- Henri Michel PS
- Rodolphe Pesce PS
- Jean Mouton UDF
- Régis Parent RPR

### IXelégislature(1988-1993)
| Circonscription     | Identité                                                    | Parti   | À partir du | Jusqu'au   | Note |
| ------------------- | ----------------------------------------------------------- | ------- | ----------- | ---------- | ---- |
| 1re circonscription | Roger Léron (suppléant : Maurice Alloncle)                  | PS      | 23/06/1988  | 01/04/1993 |      |
| 2e circonscription  | Alain Fort (suppléant : Henri Fauqué)                       | PS      | 23/06/1988  | 01/04/1993 |      |
| 3e circonscription  | Henri Michel (suppléant : Jean Besson élu sénateur en 1989) | PS      | 23/06/1988  | 01/04/1993 |      |
| 4e circonscription  | Georges Durand (suppléant : Henri Durand)                   | DVD-UDF | 23/06/1988  | 01/04/1993 |      |

### Xelégislature(1993-1997)
| Circonscription     | Identité                                           | Parti | À partir du | Jusqu'au   | Note |
| ------------------- | -------------------------------------------------- | ----- | ----------- | ---------- | ---- |
| 1re circonscription | Patrick Labaune (suppléant : Gilbert Bouchet, UDF) | RPR   | 02/04/1993  | 21/04/1997 |      |
| 2e circonscription  | Thierry Cornillet (suppléant : Jean Mouton)        | UDF   | 02/04/1993  | 21/04/1997 |      |
| 3e circonscription  | Hervé Mariton (suppléant : Yves Roux)              | UDF   | 02/04/1993  | 21/04/1997 |      |
| 4e circonscription  | Georges Durand (suppléant : Aimé Chaléon)          | UDF   | 02/04/1993  | 21/04/1997 |      |

### XIelégislature(1997-2002)
| Circonscription     | Identité                                           | Parti     | À partir du | Jusqu'au   | Note |
| ------------------- | -------------------------------------------------- | --------- | ----------- | ---------- | ---- |
| 1re circonscription | Michèle Rivasi (suppléant : Émile Brunel, PS)      | Les Verts | 01/06/1997  | 18/06/2002 |      |
| 2e circonscription  | Éric Besson (suppléant : Raymond Rinaldi)          | PS        | 01/06/1997  | 18/06/2002 |      |
| 3e circonscription  | Michel Grégoire (suppléante : Anne-Marie Domergue) | PS        | 01/06/1997  | 18/06/2002 |      |
| 4e circonscription  | Henri Bertholet (suppléante : Maryse Dumonteil)    | PS        | 01/06/1997  | 18/06/2002 |      |

### XIIelégislature(2002-2007)
| Circonscription     | Identité                                       | Parti        | À partir du | Jusqu'au   | Note |
| ------------------- | ---------------------------------------------- | ------------ | ----------- | ---------- | ---- |
| 1re circonscription | Patrick Labaune (suppléante : Marlène Mourier) | RPR puis UMP | 19/06/2002  | 19/06/2007 |      |
| 2e circonscription  | Éric Besson (suppléant : Sandro Duca)          | PS           | 19/06/2002  | 19/06/2007 |      |
| 3e circonscription  | Hervé Mariton                                  | DL puis UMP  | 19/06/2002  | 26/04/2007 | Gvt  |
| 3e circonscription  | Fabien Limonta (suppléant)                     | RPR puis UMP | 27/04/2007  | 19/06/2007 |      |
| 4e circonscription  | Gabriel Biancheri (suppléante : Aimée Macaire) | RPR puis UMP | 19/06/2002  | 19/06/2007 |      |

### XIIIelégislature(2007-2012)
| Circonscription     | Identité                                       | Parti | À partir du | Jusqu'au   | Note |
| ------------------- | ---------------------------------------------- | ----- | ----------- | ---------- | ---- |
| 1re circonscription | Patrick Labaune (suppléante : Marlène Mourier) | UMP   | 20/06/2007  | 19/06/2012 |      |
| 2e circonscription  | Franck Reynier (suppléante : Pierrette Gary)   | UMP   | 20/06/2007  | 19/06/2012 |      |
| 3e circonscription  | Hervé Mariton (suppléant : Fabien Limonta)     | UMP   | 20/06/2007  | 19/06/2012 |      |
| 4e circonscription  | Gabriel Biancheri                              | UMP   | 20/06/2007  | 28/12/2010 | Dcs  |
| 4e circonscription  | Marie-Hélène Thoraval (suppléante)             | UMP   | 29/12/2010  | 19/06/2012 |      |

### XIVelégislature(2012-2017)
| Circonscription     | Identité                                       | Parti | À partir du | Jusqu'au   | Note |
| ------------------- | ---------------------------------------------- | ----- | ----------- | ---------- | ---- |
| 1re circonscription | Patrick Labaune (suppléante : Marlène Mourier) | LR    | 20/06/2012  | 20/06/2017 |      |
| 2e circonscription  | Franck Reynier (suppléante : Françoise Chazal) | LR    | 20/06/2012  | 20/06/2017 |      |
| 3e circonscription  | Hervé Mariton (suppléant : Fabien Limonta)     | LR    | 20/06/2012  | 20/06/2017 |      |
| 4e circonscription  | Nathalie Nieson (suppléant : Alain Genthon)    | PS    | 20/06/2012  | 20/06/2017 |      |

### XVelégislature(2017–2022)
| Circonscription     | Député              | Parti | Parti | Suppléant          | Autre mandat                                                                                 |
| ------------------- | ------------------- | ----- | ----- | ------------------ | -------------------------------------------------------------------------------------------- |
| 1re circonscription | Mireille Clapot     |       | REM   | Louis Penot        |                                                                                              |
| 2e circonscription  | Alice Thourot       |       | REM   | Thierry Lhuillier  |                                                                                              |
| 3e circonscription  | Célia de Lavergne   |       | REM   | Xavier Charmoy     |                                                                                              |
| 4e circonscription  | Emmanuelle Anthoine |       | LR    | Christian Gauthier | Vice-présidente du Conseil départemental de la Drôme Première adjointe au maire d'Hauterives |

### XVIelégislature(2022-2024)
| Circonscription     | Député              | Parti | Parti | Suppléant          | Autre mandat                                 |
| ------------------- | ------------------- | ----- | ----- | ------------------ | -------------------------------------------- |
| 1re circonscription | Mireille Clapot     |       | REM   | Anne-Laure Thibaut |                                              |
| 2e circonscription  | Lisette Pollet      |       | RN    | Frédéric Marcel    | Conseillère régionale d'Auvergne-Rhône-Alpes |
| 3e circonscription  | Marie Pochon        |       | EELV  | Christian Bussat   |                                              |
| 4e circonscription  | Emmanuelle Anthoine |       | LR    | Christian Gauthier | Conseillère départementale de la Drôme       |

### XVIIelégislature(2024-)
| Circonscription     | Député           | Parti | Parti | Suppléant          | Autre mandat |
| ------------------- | ---------------- | ----- | ----- | ------------------ | ------------ |
| 1re circonscription | Paul Christophle |       | PS    | Catherine Vidal    |              |
| 2e circonscription  | Lisette Pollet   |       | RN    | Bernard Sironneau  |              |
| 3e circonscription  | Marie Pochon     |       | LÉ    | Christian Bussat   |              |
| 4e circonscription  | Thibaut Monnier  |       | RN    | Thierry Seneclauze |              |

## Quatrième république

### Troisième législature(19 janvier 1956-12 décembre 1958)
- Henri Berrang
- Marcel Cartier
- Maurice Michel
- Maurice-René Simonnet

### Deuxième législature(5 juillet 1951-1erdécembre 1955)
- Marcel Cartier
- Maurice-René Simonnet
- Raymond Valabrègue

### Première législature(28 novembre 1946-4 juillet 1951)
- Marcel Cartier (à partir de mars 1947)
- Jenny Flachier (jusqu'en février 1947)
- Maurice Michel (jusqu'en 1947)
- Marius Moutet (jusqu'en 1947)
- Maurice-René Simonnet (à partir de mars 1947)

## Gouvernement provisoire de la République Française

### Deuxième assemblée nationale constituante(14 juin 1946-27 novembre 1946)
- Maurice Michel
- Marius Moutet
- Maurice-René Simonnet

### Première assemblée nationale constituante(6 novembre 1945-10 juin 1946)
- Maurice Michel
- Marius Moutet

## Troisième république

### Seizième législature(1erjuin 1936-31 mai 1942)
- Die : Léon Archimbaud, Radical-socialiste, décédé le 24 juin 1944 [1]
- Nyons / Montélimar : René Brunet, SFIO
- Valence-2 : Marius Moutet, SFIO
- Valence-1 : René Pécherot, Radical-socialiste

### Quinzième législature(1erjuin 1932-31 mai 1936)
- Die : Léon Archimbaud, Radical-socialiste
- Valence-1 : Jules Moch, SFIO
- Valence-2 : Marius Moutet, SFIO
- Nyons / Montélimar : René Brunet, SFIO

### Quatorzième législature(1erjuin 1928-31 mai 1932)
Les élections législatives furent au scrutin d'arrondissement majoritaire à deux tours de 1928 à 1936.
- Die : Léon Archimbaud, Radical-socialiste
- Valence-1 : Jules Moch, SFIO
- Valence-2 : Jules Nadi, SFIO, décédé le 8 novembre 1928, remplacé par Marius Moutet, SFIO, élu le 13 janvier 1929
- Nyons-Montélimar : René Brunet, SFIO

Source : Élections législatives 22-29 avril 1928 de Georges Lachapelle - https://gallica.bnf.fr/ark:/12148/bpt6k320439r.texteImage#

### Treizième législature(1erjuin 1924-31 mai 1928)
Les élections législatives de 1924 furent organisées au scrutin proportionnel de liste. Elles marquèrent au niveau national national la victoire du "Cartel des gauches".
Liste du Bloc des Gauches
- Léon Archimbaud, Parti radical et radical-socialiste
- Jules Nadi, SFIO
- André Escoffier, Parti radical et radical-socialiste
- Maurice Escoulent, Parti radical et radical-socialiste

Source : Barodet, sur le site de l'Assemblée Nationale - https://bibnum.sciencespo.fr/s/catalogue/ark:/46513/sc16m1m0#?c=&m=&s=&cv=

### Douzième législature(8 décembre 1919-31 mai 1924)
Les élections législatives de 1919 furent organisées au scrutin proportionnel de liste. Elles marquèrent au niveau national la victoire du "Bloc national" de centre-droit.
Liste du Congrès républicain départemental
- Léon Archimbaud, Parti radical et radical-socialiste
- Maurice Long, Parti radical et radical-socialiste, décédé le 15 janvier 1923, non remplacé
- André Escoffier, Parti radical et radical-socialiste

Liste d'union républicaine d'action patriotique et sociale
- Joseph Pouzin, Action républicaine et sociale

Liste du Parti socialiste
- Jules Nadi, SFIO

Source : Barodet sur le site de l'Assemblée Nationale - https://bibnum.sciencespo.fr/s/catalogue/ark:/46513/sc16m2kz#?c=&m=&s=&cv=

### Onzième législature(1erjuin 1914-7 décembre 1919)
- Die : Maurice Long, Radical socialiste
- Valence-2 : Jules Nadi, SFIO
- Valence-1 : Henri Roux-Costadau, SFIO
- Montélimar : Joseph Ravisa, Radical socialiste
- Nyons : Lucien Bertrand, Radical socialiste

Sources : Journal Le Temps du 28 avril et du 12 mai 1914 sur Gallica - ,.

### Dixième législature(1erjuin 1910-31 mai 1914)
- Die : Maurice Long, Radical socialiste
- Valence-1 : Henri Roux-Costadau, socialistes unifiés
- Valence-2 : Charles Chabert, Radical socialiste, décédé le 28 mars 1914, non remplacé
- Montélimar : Joseph Ravisa, Radical socialiste
- Nyons : Lucien Bertrand, Radical socialiste

Sources : Journal Le Temps du 24 avril et du 8 mai 1910 sur Gallica - ,.

### Neuvième législature(1erjuin 1906-31 mai 1910)
- Valence-2 : Charles-Marie Chabert, Radical, élu au Sénat en 1908, remplacé par Charles Chabert, Radical Socialiste, élu le 12 juillet 1908
- Valence-1 : Louis Dumont, Radical Socialiste
- Die : Adolphe Ferrier, Radical Socialiste, décédé le 7 juin 1906, remplacé par Louis Evesque, Radical socialiste, élu le 15 juillet 1906, décédé le 23 juin 1907, remplacé par Daniel-Léon Archimbaud, Radical Socialiste, élu le 15 septembre 1907, élection annulée le 27 décembre 1907, car Daniel Archimbaud n'avait pas effectué la totalité de ses obligations militaires. Le 1er mars 1908, son père, Léon Archimbaud, fut élu. Il siégea parmi les non-inscrits. En quatre ans, cette circonscription a donc eu quatre députés.
- Nyons : Lucien Bertrand, Radical Socialiste
- Montélimar : Antoine Gras, Radical Socialiste

Sources : Journal Le Temps du 6 et du 22 mai 1906 sur Gallica - ,.

### Huitième législature(1erjuin 1902-31 mai 1906)
- Valence-2 : Charles-Marie Chabert, Radical
- Valence-1 : Maurice-Louis Faure, Radical, élu sénateur en 1902, remplacé par Jean-François Malizard, Républicain
- Nyons : Lucien Bertrand, Radical
- Montélimar : Antoine Gras, Radical
- Die : Adolphe Ferrier, Radical socialiste

Source : journal Le Temps du 29 avril et du 13 mai 1902 sur Gallica,.

### Septième législature(1erjuin 1898-31 mai 1902)
- Nyons : François Harouard de Suarez d'Aulan, Conservateur
- Valence-1 : Maurice-Louis Faure, Radical
- Valence-2 : Louis Bizarelli, Radical, élu au Sénat en 1899, remplacé par Charles-Marie Chabert, Radical Socialiste
- Die : Louis Blanc, Radical
- Montélimar : Antoine Gras, Radical

Source : journal Le Temps du 10 mai et du 24 mai 1898 sur Gallica,.

### Sixième législature(15 octobre 1893-31 mai 1898)
- Valence-1 : Maurice-Louis Faure, Radical
- Valence-2 : Louis Bizarelli, Radical
- Die : Louis Blanc, Radical
- Nyons : François Boissy d'Anglas, Radical
- Montélimar : Antoine Gras, Radical

Source : journal Le Temps du 22 août et du 5 septembre 1893 sur Gallica,.

### Cinquième législature(12 novembre 1889-10 octobre 1893)
- Valence-1 : Maurice-Louis Faure, Radical
- Valence-2 : Louis Bizarelli, Radical
- Nyons : François Boissy d'Anglas, Radical
- Die : Antoine Chevandier, Républicain, élu sénateur en 1892, remplacé par Louis Blanc, Radical
- Montélimar : Noël Madier de Montjau, Radical, décédé en 1892, remplacé par Albin Aymé-Martin

Source : journal Le Temps du 24 septembre et du 8 octobre 1889 sur Gallica,.

### Quatrième législature(10 novembre 1885-11 novembre 1889)
- Maurice-Louis Faure
- Louis Bizarelli
- Antoine Chevandier
- Camille Richard
- Noël Madier de Montjau

### Troisième législature(28 octobre 1881-9 novembre 1885)
- Émile Loubet
- Louis Bizarelli
- Antoine Chevandier
- Camille Richard
- Noël Madier de Montjau

### Deuxième législature(7 novembre 1877-27 octobre 1881)
- Arthur Harouard de Suarez d'Aulan invalidé, remplacé par Camille Richard lui-même invalidé et Harouard reprend son siège
- Émile Loubet
- Louis Bizarelli
- Antoine Chevandier
- Isidore Christophle
- Noël Madier de Montjau

### Première législature(8 mars 1876-25 juin 1877)
- Arthur Harouard de Suarez d'Aulan
- Émile Loubet
- Antoine Chevandier
- Eugène Servan décédé en 1876, remplacé par Isidore Christophle
- Noël Madier de Montjau

### Assemblée nationale(12 février 1871-7 mars 1876)
- René Bérenger, Centre gauche
- Louis Maurice Antoine Clerc, Gauche républicaine
- César Malens, Gauche républicaine
- Jean Lamorte, Gauche républicaine, invalidé le 9 mars 1871 car il était Sous-Préfet, remplacé par Charles Hyacinthe Dupuy, Union républicaine, décédé le 30 janvier 1876
- Antoine Chevandier, Gauche républicaine
- Jean Joseph Veyre de Chareton, Gauche républicaine

## Second Empire

### Quatrième législature(28 juin 1869-4 septembre 1870)
- Fernand Monier de la Sizeranne
- Albert Lacroix-Saint-Pierre
- Théodore Morin

### Troisième législature(5 novembre 1863-27 avril 1869)
- Albert Lacroix-Saint-Pierre
- Théodore Morin
- Louis Henri François de Luzy-Pelissac

### Deuxième législature(28 novembre 1857-4 novembre 1863)
- Théodore Morin
- Étienne Sapey démissionne en 1859, remplacé par Charles du Trémolet de Lacheisserie
- Paul Ange Henri Monier de la Sizeranne

### Première législature(29 mars 1852-27 novembre 1857)
- Théodore Morin
- Paul Ange Henri Monier de la Sizeranne
- Étienne Sapey

## Deuxième république

### Assemblée nationale législative(28 mai 1849-2 décembre 1851)
- François-Désiré Bancel
- Jean-Charles Curnier
- Théodore Morin
- Pierre Louis Belin
- Charles Sautayra
- Daniel Marie Rey
- Hippolyte Bajard

### Assemblée nationale constituante(4 mai 1848-26 mai 1849)
- Jean-Charles Curnier
- Théodore Morin
- Pierre Louis Belin
- Mathieu de la Drôme
- Louis Bernard Bonjean
- Charles Sautayra
- Daniel Marie Rey
- Hippolyte Bajard

## Monarchie de Juillet

### Chambre des députés -(17 août 1846-24 février 1848)
- Léo de Plan de Sieyes
- Paul Ange Henri Monier de La Sizeranne
- Daniel Nicolas
- Antoine de Gratet du Bouchage

### Chambre des députés -(26 juillet 1842-6 juillet 1846)
- Nicolas Delacroix Décédé en 1843, remplacé par Léo de Plan de Sieyes
- Félix-Hilaire Laurans
- Paul Ange Henri Monier de La Sizeranne
- Paul Émile Giraud

### Chambre des députés -(4 avril 1839-12 juin 1842)
- Paul Ange Henri Monier de La Sizeranne
- Paul Émile Giraud
- Nicolas Delacroix

### Chambre des députés -(18 décembre 1837-2 février 1839)
- Paul Ange Henri Monier de La Sizeranne
- Paul Émile Giraud
- Alphonse Bérenger de la Drôme

### Chambre des députés -(31 juillet 1834-3 octobre 1837)
- Paul Émile Giraud
- Jean-François Réalier-Dumas
- Alphonse Bérenger de la Drôme
- Joseph d'Ailhaud de Brisis

### Chambre des députés -(23 juin 1831-25 mai 1834)
- Paul Émile Giraud
- Jean-François Réalier-Dumas
- Alphonse Bérenger de la Drôme
- Pierre-Théodore Morin

### Chambre des députés -(29 juillet 1830-31 mai 1831)
- Louis François d'Arbalestier
- Alphonse Bérenger de la Drôme
- Pierre-Théodore Morin

## Restauration

### Chambre des députés(23 juin 1830-28 juillet 1830)
- Louis François d'Arbalestier
- Alphonse Bérenger de la Drôme
- Pierre-Théodore Morin

### Chambre des députés(5 février 1827-16 mai 1830)
- Alphonse Bérenger de la Drôme
- Louis André Jean-Raphael de Cordoue
- Esprit Nicolas de Labretonnière

### Chambre des députés(23 mars 1824-5 novembre 1827)
- Hippolyte César de Chabrillan
- Esprit Nicolas de Labretonnière
- Antoine Laurent Chorier

### Chambre des députés(16 novembre 1816-24 décembre 1823)
- Hippolyte César de Chabrillan
- Louis André Jean-Raphael de Cordoue
- Robert-Joseph de Mac-Carthy-Lévignac
- Esprit Nicolas de Labretonnière
- François Antoine Joseph Ollivier

### Chambre des députés(7 octobre 1815-5 septembre 1816)
- Hippolyte César de Chabrillan
- Charles-Paul de La Croix de Chevrières de Saint-Vallier
- Charles-Antoine-André-Marie de Gailhard

## Premier Empire

### Chambre des représentants(3 juin 1815-13 juillet 1815)
- Nicolas Delacroix
- Alphonse Bérenger de la Drôme
- Paul-René Lombard-Latune
- Raymond Duperreau
- Louis-Michel Rigaud de l'Isle
- André Vignon-Laversanne

### Chambre des députés(4 juin 1814-20 mars 1815)
- François Antoine Joseph Ollivier
- Louis-Michel Rigaud de l'Isle

### Corps législatif(1erjanvier 1800-4 juin 1814)
- Claude-Pierre de Delay d'Agier
- Jean Jacques Jacomin
- Jean-Marie Martinel de Visan
- François Antoine Joseph Ollivier
- Louis-Michel Rigaud de l'Isle
- Joseph-Bernard Lagier de La Condamine

## Première République

### Conseil des Cinq-Cents(27 octobre 1795-26 décembre 1799)
- Jean Jacques Jacomin
- Jean-Marie Martinel de Visan
- Jean-Jacques Aymé
- Jean Raymond Fayolle
- Pierre-François Duchesne
- François Marbos

### Convention nationale(21 septembre 1792-26 octobre 1795)
- Marc Antoine Jullien
- Jacques-Bernardin Colaud de La Salcette
- Joseph Antoine Boisset
- Jean Jacques Jacomin
- Jean-Marie Martinel de Visan
- Jérôme François Quiot
- Jean Raymond Fayolle
- Joseph Fiacre Olivier de Gérente
- Barthélemy Sautayra
- François Marbos

## Révolution

### Assemblée législative(1eroctobre 1791-20 septembre 1792)
- Joseph-Bernard Lagier de La Condamine
- Antoine Hyacinthe Fleury
- Stanislas Joseph François Xavier Rovère
- Barthélemy Sautayra
- Jean-Baptiste Dochier
- Jean-Pierre Archinard
- Étienne Ezingeard
- Jean Laurent Gaillard

### Assemblée constituante(17 juin 1789-1eroctobre 1791)
- Marcelin René Bérenger
- Jean-Louis Cheynet
- Claude Charles Delacour d'Ambézieux
- Claude-Pierre de Delay d'Agier

## États généraux

### Députés d'autres départements, nés dans la Drôme
- Jean-Louis Cheynet, député du Tiers état pour le Dauphiné lors des états généraux
- Claude-Pierre de Delay d'Agier, député de la noblesse pour le Dauphiné lors des états généraux
- Joseph Fiacre Olivier de Gérente, député de Vaucluse